# Atypus flexus
Atypus flexus är en spindelart som beskrevs av Zhu et al. 2006. Atypus flexus ingår i släktet Atypus och familjen pungnätsspindlar. Inga underarter finns listade.